# هامبتون إل. كارسون
هامبتون إل. كارسون (بالإنجليزية: Hampton L. Carson)‏ هو محامي أمريكي، ولد في 21 فبراير 1852 في فيلادلفيا في الولايات المتحدة، وتوفي في 18 يوليو 1929 في برين مار ‏ في الولايات المتحدة.